# 竹橋站
竹橋站（日语：／ Takebashi eki */?）是位於日本東京都千代田區一橋一丁目，屬於東京地下鐵東西線的鐵路車站。車站編號是T 08。副站名是「每日新聞社前」。

## 歷史
- 1966年（昭和41年）
  - 3月16日：帝都高速度交通營團（營團地下鐵）東西線九段下－本站通車。
  - 10月1日：東西線從本站延伸至大手町，成為中途站。
- 2004年4月1日：營團地下鐵民營化，由東京地下鐵繼承，同時設立車站編號，此站車站編號為T-08。

### 站名由來
站名來自於附近的橋梁名竹橋。

## 車站構造
本站為側式月台2面2線地下車站。
剪票口在地下1樓，共有兩處（西側竹橋方向為出入口1a、1b，東側大手町方向為出入口2 - 4），月台在地下2樓。商店「METRO'S」在地下1樓西側，廁所在地下1樓兩側。
站內無電梯，地下1樓西側與1號線月台之間有電扶梯。

### 月台配置
| 月台 | 路線   | 目的地                         |
| ---- | ------ | ------------------------------ |
| 1    | 東西線 | 西船橋、津田沼、東葉勝田台方向 |
| 2    | 東西線 | 飯田橋、中野、三鷹方向         |

（來源：東京地下鐵:構內圖 （页面存档备份，存于））

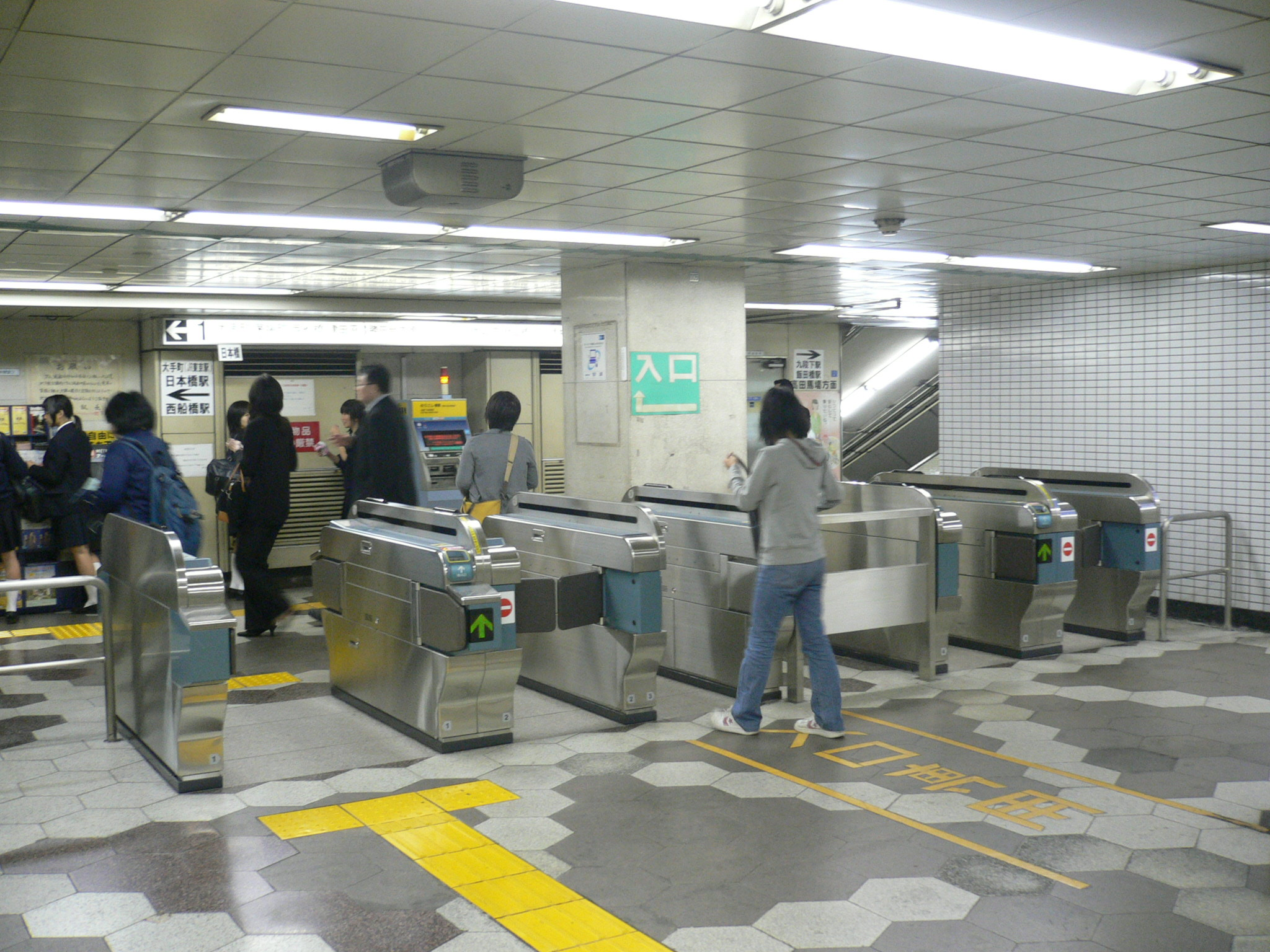
竹橋方向閘口（2005年10月24日）
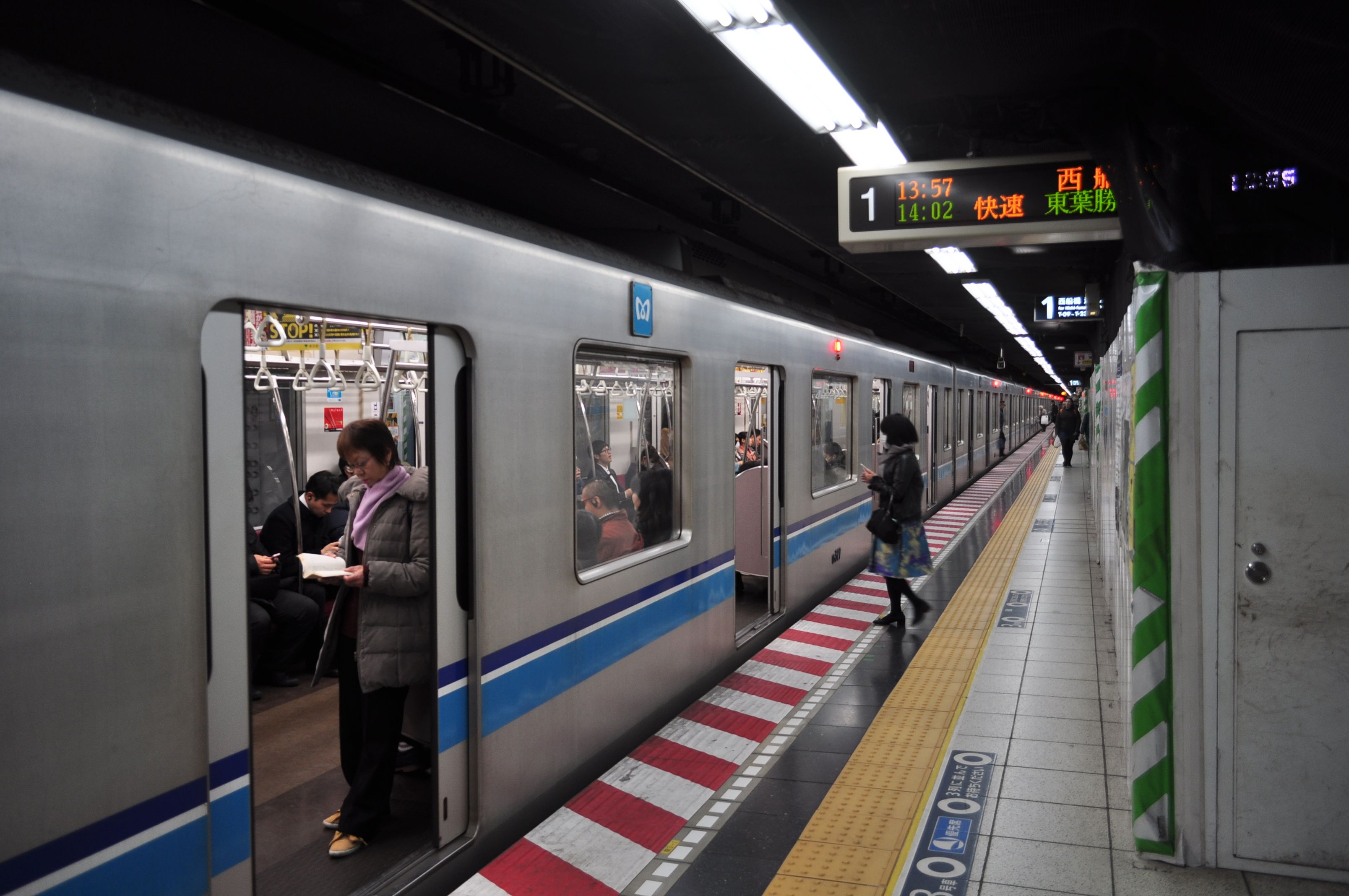
下行線月台（2018年3月10日攝）
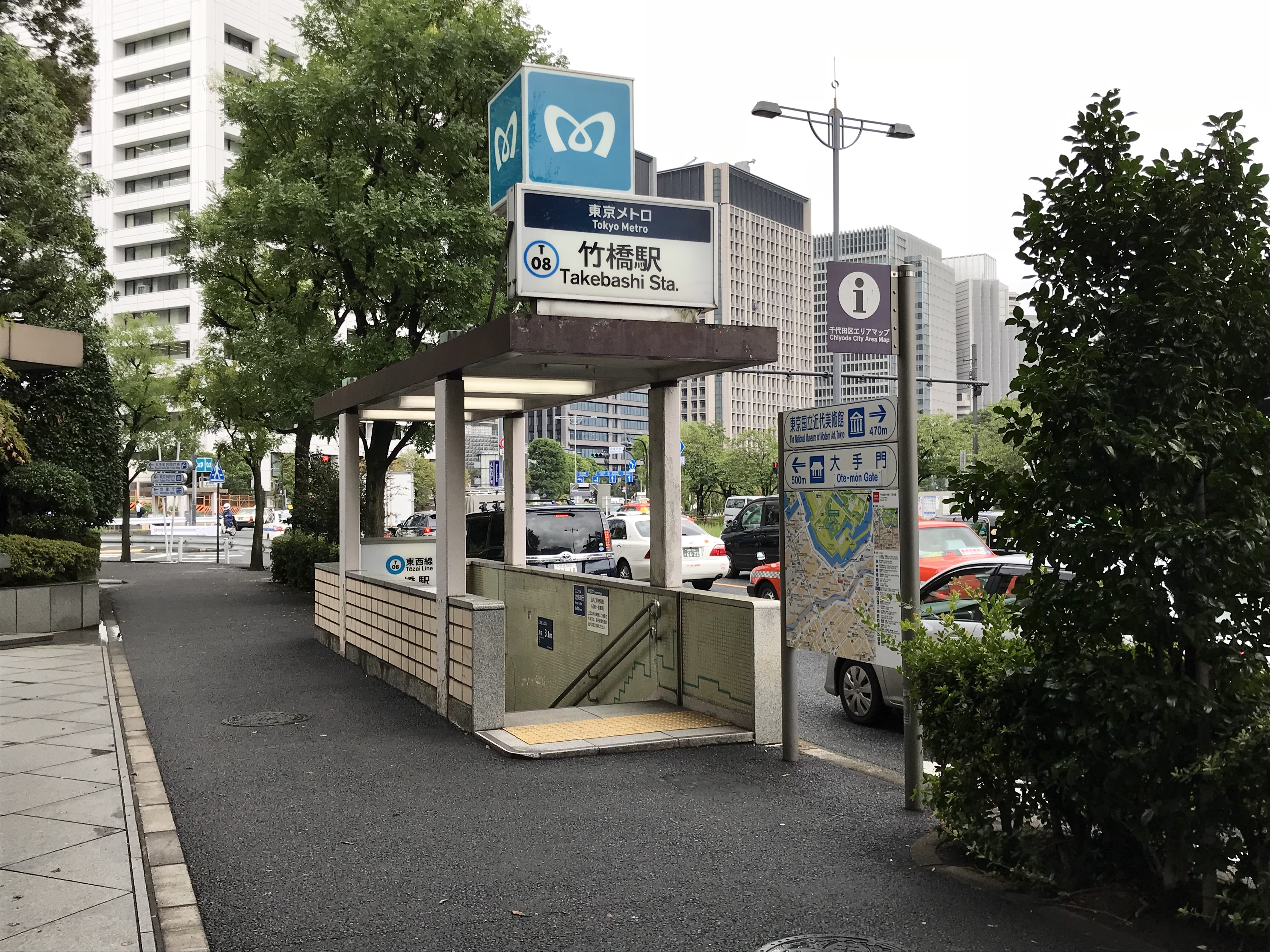
3a號出入口（2018年9月）
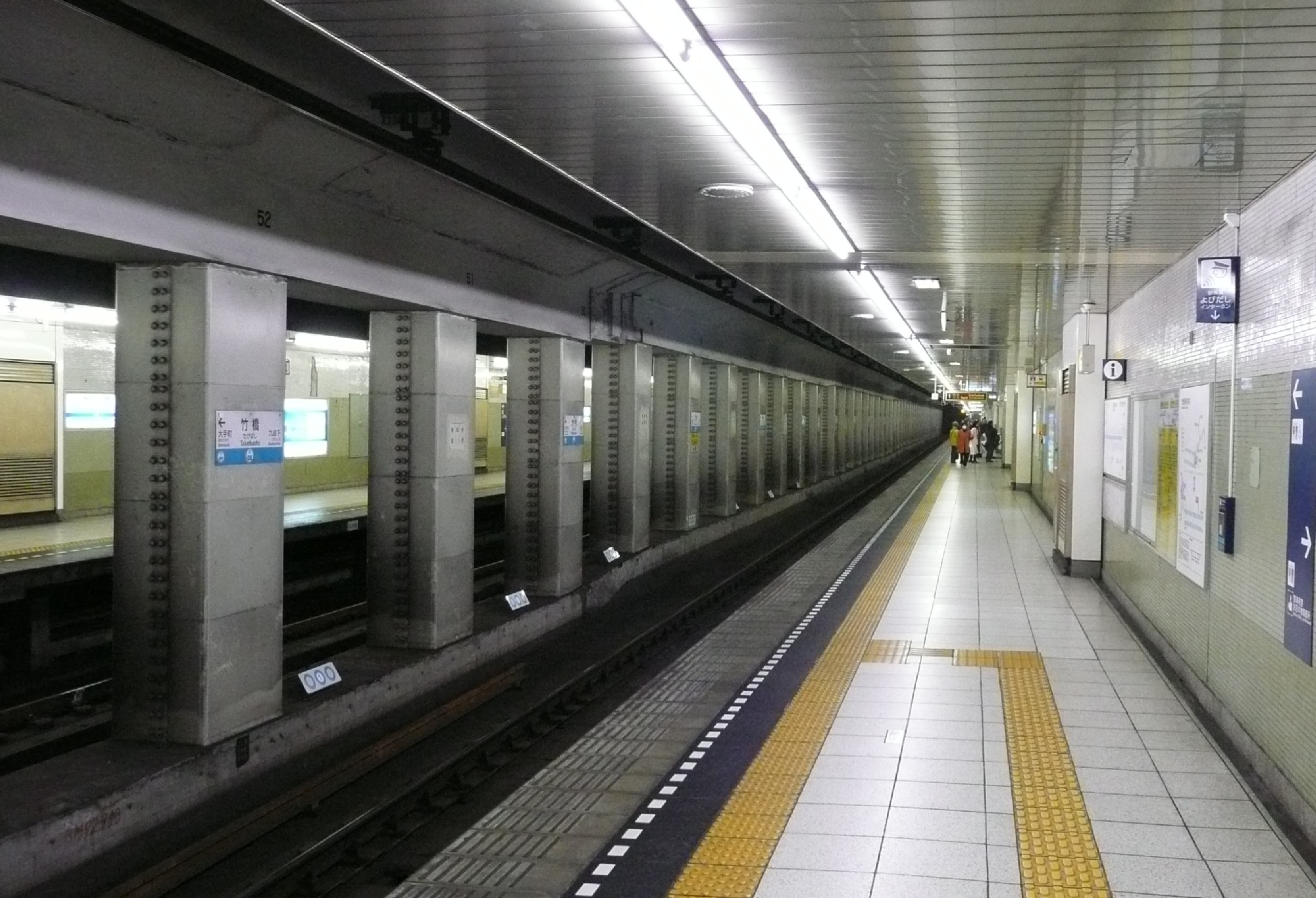
翻新前月台（2010年1月）
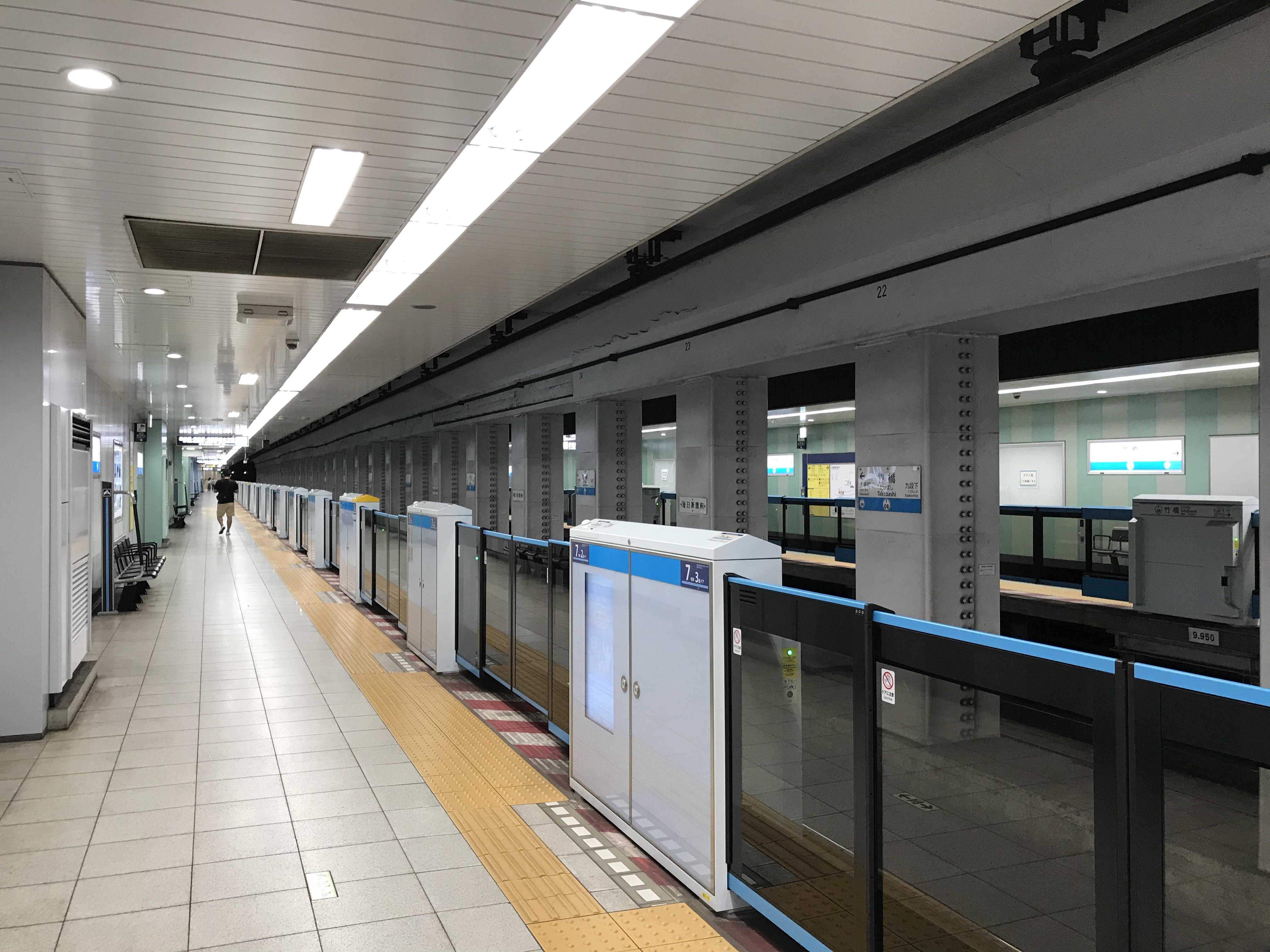
翻新後月台（2020年6月）
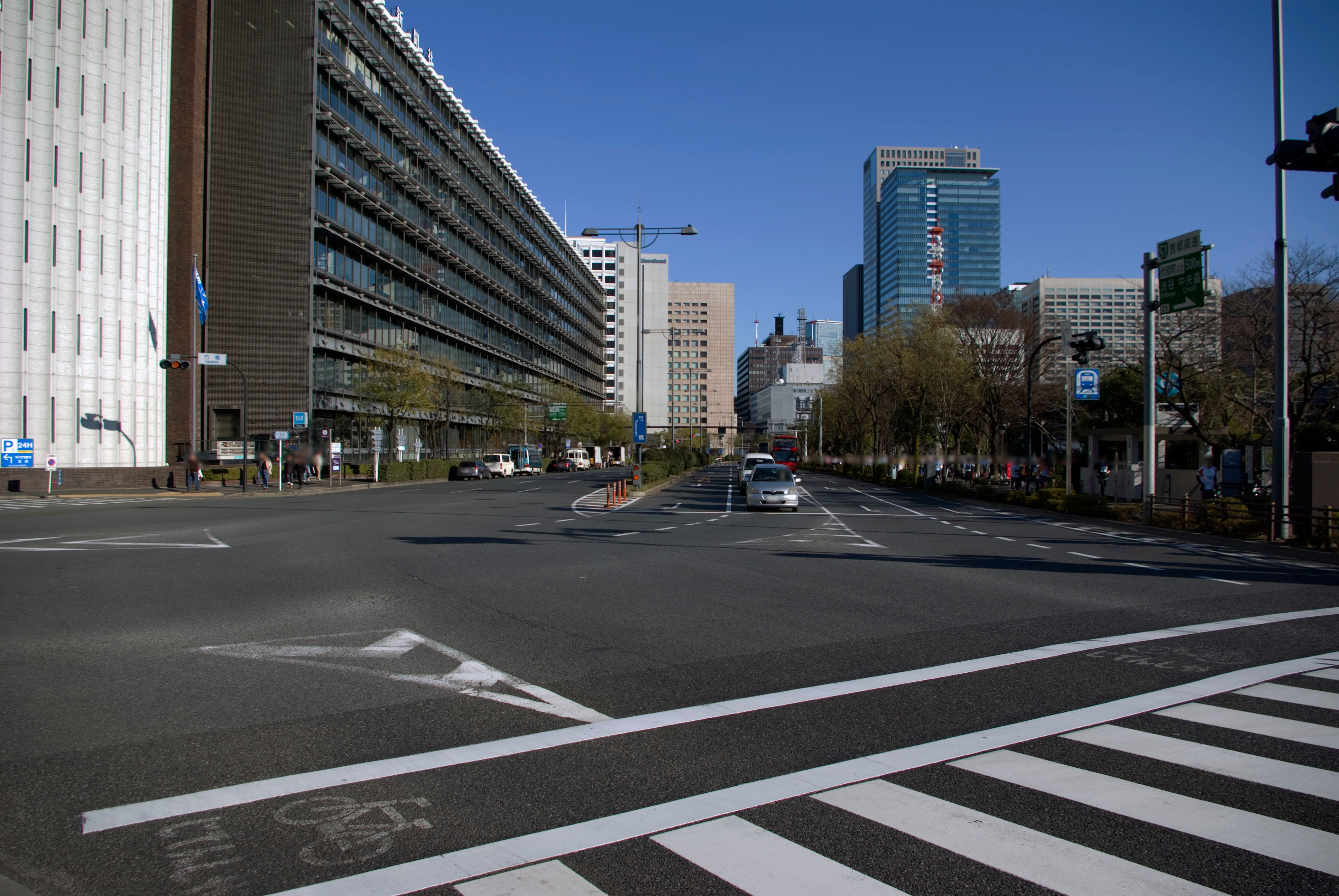
竹橋交差點望見大手町方向（2009年12月）

## 利用狀況
2017年度1日平均上下車人次為48,453人，東京地下鐵全部130個車站當中排名77位。
近年1日平均上下車、上車人次變化如下表。
| 年度               | 1日平均 上下車人次 | 1日平均 上車人次 | 來源     |
| ------------------ | ------------------ | ---------------- | -------- |
| 1992年（平成04年） |                    | 30,636           | [ * 1 ]  |
| 1993年（平成05年） |                    | 29,847           | [ * 2 ]  |
| 1994年（平成06年） |                    | 29,022           | [ * 3 ]  |
| 1995年（平成07年） |                    | 28,216           | [ * 4 ]  |
| 1996年（平成08年） |                    | 27,748           | [ * 5 ]  |
| 1997年（平成09年） |                    | 27,485           | [ * 6 ]  |
| 1998年（平成10年） |                    | 27,622           | [ * 7 ]  |
| 1999年（平成11年） |                    | 26,475           | [ * 8 ]  |
| 2000年（平成12年） |                    | 25,548           | [ * 9 ]  |
| 2001年（平成13年） |                    | 24,148           | [ * 10 ] |
| 2002年（平成14年） |                    | 24,784           | [ * 11 ] |
| 2003年（平成15年） | 49,118             | 24,216           | [ * 12 ] |
| 2004年（平成16年） | 49,185             | 24,356           | [ * 13 ] |
| 2005年（平成17年） | 50,636             | 25,140           | [ * 14 ] |
| 2006年（平成18年） | 50,699             | 25,090           | [ * 15 ] |
| 2007年（平成19年） | 51,633             | 25,437           | [ * 16 ] |
| 2008年（平成20年） | 50,598             | 25,005           | [ * 17 ] |
| 2009年（平成21年） | 51,887             | 25,677           | [ * 18 ] |
| 2010年（平成22年） | 50,707             | 25,054           | [ * 19 ] |
| 2011年（平成23年） | 50,294             | 24,906           | [ * 20 ] |
| 2012年（平成24年） | 50,101             | 24,726           | [ * 21 ] |
| 2013年（平成25年） | 50,234             | 24,888           | [ * 22 ] |
| 2014年（平成26年） | 50,572             | 25,170           | [ * 23 ] |
| 2015年（平成27年） | 50,066             | 24,833           | [ * 24 ] |
| 2016年（平成28年） | 49,452             | 24,521           | [ * 25 ] |
| 2017年（平成29年） | 48,453             |                  |          |

## 車站周邊
- 巴樂斯賽德大廈（日语：パレスサイドビルディング）
  - 每日新聞東京本社（日语：毎日新聞東京本社）
  - Mynavi本社（日语：マイナビ）
  - 巴樂斯賽德大廈內郵便局
- 學校法人共立女子學園（日语：学校法人共立女子学園）
  - 共立女子大學
  - 共立女子短期大學
  - 共立女子中學校、高等學校（日语：共立女子中学校・高等学校）
- 東京電機大學東京神田校區
- 正則學園高等學校（日语：正則学園高等学校）
- 錦城學園高等學校（日语：錦城学園高等学校）
- NTT一橋大廈
  - NTT Communications（日语：NTTコミュニケーションズ）
- 住友商事竹橋大廈
- 皇居東御苑
- 北之丸公園
- 竹橋（站名由來）
- 平川橋（日语：平川門）
- 日本橋川
- 神田古書店街
- 大手町合同廳舍
  - 氣象廳
  - 東京國稅局
- 東京消防廳本廳
  - 丸之內消防署（日语：丸の内消防署）
- 大手町政府刊行物服務中心
- 大手町會議中心
  - 日本經濟新聞本社
  - JA大廈
  - 經團聯會館
- 東京國立近代美術館
- 國立公文書館
- 科學技術館
- 如水會館（日语：如水会）
- 學士會館（日语：学士会）
- 日本教育會館（日语：日本教育会館）
- 首都高速道路竹橋系統交流道
- 內堀通（東京都道301號白山祝田田町線、東京都道401號麴町竹平線（日语：東京都道401号麹町竹平線））
- 竹橋合同大廈
  - 國際協力銀行
  - 東京KKR飯店（日语：国家公務員共済組合連合会）
- 丸紅本社
- 学術綜合中心
  - 國立大學協會
  - 國立情報學研究所
  - 國際企業戰略研究科（日语：国際企業戦略研究科）
- 東京法務局（日语：東京法務局）
- 神田稅務署
- 神田錦町郵便局
- 神田警察署
- 千代田區千代田保健所

## 巴士路線
車站沒有巴士站，須步行至周邊的巴士站搭乘。
- 日經大廈（4號出口、該大樓玄關前）
  - 丸之內Shuttle（日语：丸の内シャトル）：郵船大廈（日语：郵船ビル）、東京會館（日语：東京会館）、日比谷方向（日之丸自動車興業（日语：日の丸自動車興業）） - 免費巡迴巴士
- 一橋（1B出口、東北側白山通）
  - 都02乙：池袋站東口（都營巴士） - 平日早晨3班，周六早晨2班
- 千代田平台廣場（ちよだプラットフォームスクエア，3B出口東北側、錦町河岸交差點東）
  - 風車（日语：風ぐるま (千代田区)）：障害者福祉中心、千代田區役所方向

## 相鄰車站
東京地下鐵
 東西線（東陽町以西所有列車各站停車）
九段下（T 07）－竹橋（T 08）－大手町（T 09）

## 外部連結
- 竹橋/T08 | 路線・車站資訊 | 東京地下鐵